# Maartje Paumen
Maartje Yvonne Helene Paumen (ur. 19 września 1985) – holenderska hokeistka na trawie. Trzykrotna medalistka olimpijska.
W reprezentacji Holandii debiutowała w 2004. Brała udział w trzech igrzyskach (IO 08, IO 12), za każdym razem zdobywała medale - w 2008 i 2012 złote, w 2016 srebro. Z kadrą brała udział m.in. w mistrzostwach świata w 2006 (złoto), 2010 (srebro) i 2014 (złoto) oraz kilku turniejach Champions Trophy i mistrzostwach Europy (złoto w 2005, 2009 i 2011; srebro w 2007 i 2015, brąz w 2013). Łącznie w kadrze, do 2016, rozegrała 235 spotkań i zdobyła 195 goli.